# Kvalifikation til EM i fodbold 2016 - gruppe A
Kvalifikation til Europamesterskabet i fodbold 2016 - gruppe A er en af de ni grupper der skal afgøre hvilke hold der kvalificere sig til slutrunden i Frankrig i 2016. Gruppe A består af seks hold: Holland, Tjekkiet, Tyrkiet, Letland, Island og Kasakhstan, hvor de spiller mod hinanden hjemme og ude i et gruppespil.

## Stilling
| Pos | Hold       | K  | V | U | T | M+ | M- | MF  | P  | Kvalifikation                |     | Tjekkiet | Island | Tyrkiet | Holland | Kasakhstan | Letland |
| --- | ---------- | -- | - | - | - | -- | -- | --- | -- | ---------------------------- | --- | -------- | ------ | ------- | ------- | ---------- | ------- |
| 1   | Tjekkiet   | 10 | 7 | 1 | 2 | 19 | 14 | +5  | 22 | Kvalificeret til slutspillet |     | —        | 2–1    | 0–2     | 2–1     | 2–1        | 1–1     |
| 2   | Island     | 10 | 6 | 2 | 2 | 17 | 6  | +11 | 20 | Kvalificeret til slutspillet |     | 2–1      | —      | 3–0     | 2–0     | 0–0        | 2–2     |
| 3   | Tyrkiet    | 10 | 5 | 3 | 2 | 14 | 9  | +5  | 18 | Kvalificeret til slutspillet |     | 1–2      | 1–0    | —       | 3–0     | 3–1        | 1–1     |
| 4   | Holland    | 10 | 4 | 1 | 5 | 17 | 14 | +3  | 13 |                              |     | 2–3      | 0–1    | 1–1     | —       | 3–1        | 6–0     |
| 5   | Kasakhstan | 10 | 1 | 2 | 7 | 7  | 18 | −11 | 5  |                              | 2–4 | 0–3      | 0–1    | 1–2     | —       | 0–0        |         |
| 6   | Letland    | 10 | 0 | 5 | 5 | 6  | 19 | −13 | 5  |                              | 1–2 | 0–3      | 1–1    | 0–2     | 0–1     | —          |         |

## Kampe
Kampprogrammet blev frigivet af UEFA samme dag som lodtrækningen, der fandt sted den 23. februar 2014 i Nice. Tiderne er CET/CEST, som opremset af UEFA (lokale tider er i parentes).
| 9. september 2014 18:00 (22:00 UTC+6) |

| Kasakhstan | 0–0     | Letland |
| ---------- | ------- | ------- |
|            | Rapport |         |

| Astana Arena, Astana Tilskuere: 10,200 Dommer: Ivan Kružliak (Slovakia) |

| 9. september 2014 20:45 (20:45 UTC+2) |

| Tjekkiet                 | 2–1     | Holland       |
| ------------------------ | ------- | ------------- |
| Dočkal 22' · Pilař 90+1' | Rapport | De Vrij 55' · |

| Generali Arena, Prag Tilskuere: 17.946 Dommer: Gianluca Rocchi (Italy) |

| 9. september 2014 20:45 (18:45 UTC±0) |

| Island                                              | 3–0     | Tyrkiet |
| --------------------------------------------------- | ------- | ------- |
| Böðvarsson 19' · G. Sigurðsson 76' · Sigþórsson 77' | Rapport |         |

| Laugardalsvöllur, Reykjavík Tilskuere: 8,811 Dommer: Ivan Bebek (Croatia) |

| 10. oktober 2014 20:45 (21:45 UTC+3) |

| Letland | 0–3     | Island                                              |
| ------- | ------- | --------------------------------------------------- |
|         | Rapport | G. Sigurðsson 66' · Gunnarsson 77' · Gíslason 90' · |

| Skonto stadions, Riga Tilskuere: 6,354 Dommer: Robert Schörgenhofer (Austria) |

| 10. oktober 2014 20:45 (20:45 UTC+2) |

| Holland                                             | 3–1     | Kasakhstan    |
| --------------------------------------------------- | ------- | ------------- |
| Huntelaar 62' · Afellay 82' · Van Persie 89' (str.) | Rapport | Abdulin 17' · |

| Amsterdam Arena, Amsterdam Tilskuere: 45,000 Dommer: Matej Jug (Slovenia) |

| 10. oktober 2014 20:45 (21:45 UTC+3) |

| Tyrkiet  | 1–2     | Tjekkiet                 |
| -------- | ------- | ------------------------ |
| Bulut 8' | Rapport | Sivok 15' · Dočkal 58' · |

| Şükrü Saracoğlu Stadium, Istanbul Tilskuere: 25,000 Dommer: Jonas Eriksson (Sverige) |

| 13. oktober 2014 18:00 (22:00 UTC+6) |

| Kasakhstan            | 2–4     | Tjekkiet                                           |
| --------------------- | ------- | -------------------------------------------------- |
| Logvinenko 84', 90+1' | Rapport | Dočkal 13' · Lafata 44' · Krejčí 56' · Necid 88' · |

| Astana Arena, Astana Tilskuere: 24,000 Dommer: Mattias Gestranius (Finland) |

| 13. oktober 2014 20:45 (18:45 UTC±0) |

| Island                        | 2–0     | Holland |
| ----------------------------- | ------- | ------- |
| G. Sigurðsson 10' (str.), 42' | Rapport |         |

| Laugardalsvöllur, Reykjavík Tilskuere: 10,000 Dommer: Carlos Velasco Carballo (Spain) |

| 13. oktober 2014 20:45 (21:45 UTC+3) |

| Letland           | 1–1     | Tyrkiet    |
| ----------------- | ------- | ---------- |
| Šabala 54' (str.) | Rapport | Kısa 47' · |

| Skonto stadions, Riga Tilskuere: 6,432 Dommer: Bobby Madden (Scotland) |

| 16. november 2014 18:00 (18:00 UTC+1) |

| Holland                                                          | 6–0     | Letland |
| ---------------------------------------------------------------- | ------- | ------- |
| Van Persie 6' · Robben 35', 82' · Huntelaar 42', 89' · Bruma 78' | Rapport |         |

| Amsterdam Arena, Amsterdam Tilskuere: 47,500 Dommer: Liran Liany (Israel) |

| 16. november 2014 20:45 (20:45 UTC+1) |

| Tjekkiet                               | 2–1     | Island             |
| -------------------------------------- | ------- | ------------------ |
| Kadeřábek 45+1' · Böðvarsson 61' (sm.) | Rapport | R. Sigurðsson 9' · |

| Doosan Arena, Plzeň Tilskuere: 11,354 Dommer: Wolfgang Stark (Germany) |

| 16. november 2014 20:45 (21:45 UTC+2) |

| Tyrkiet                           | 3–1     | Kasakhstan          |
| --------------------------------- | ------- | ------------------- |
| Yılmaz 26' (str.), 29' · Aziz 83' | Rapport | Smakov 87' (str.) · |

| Türk Telekom Arena, Istanbul Tilskuere: 27,547 Dommer: Aleksei Eskov (Russia) |

| 28. marts 2015 16:00 (21:00 UTC+6) |

| Kasakhstan | 0–3     | Island                                     |
| ---------- | ------- | ------------------------------------------ |
|            | Rapport | Guðjohnsen 20' · B. Bjarnason 32', 90+1' · |

| Astana Arena, Astana Tilskuere: 13,182 Dommer: Anastasios Sidiropoulos (Greece) |

| 28. marts 2015 18:00 (18:00 UTC+1) |

| Tjekkiet  | 1–1     | Letland            |
| --------- | ------- | ------------------ |
| Pilař 90' | Rapport | A. Višņakovs 30' · |

| Eden Arena, Prag Tilskuere: 13.722 Dommer: Javier Estrada Fernández (Spain) |

| 28. marts 2015 20:45 (20:45 UTC+1) |

| Holland         | 1–1     | Tyrkiet      |
| --------------- | ------- | ------------ |
| Huntelaar 90+2' | Rapport | Yılmaz 37' · |

| Amsterdam Arena, Amsterdam Tilskuere: 49,500 Dommer: Felix Brych (Germany) |

| 12. juni 2015 18:00 (22:00 UTC+6) |

| Kasakhstan | 0–1     | Tyrkiet     |
| ---------- | ------- | ----------- |
|            | Rapport | Turan 83' · |

| Almaty Central Stadium, Almaty Tilskuere: 25,125 Dommer: Michael Oliver (England) |

| 12. juni 2015 20:45 (18:45 UTC±0) |

| Island                          | 2–1     | Tjekkiet     |
| ------------------------------- | ------- | ------------ |
| Gunnarsson 60' · Sigþórsson 76' | Rapport | Dočkal 55' · |

| Laugardalsvöllur, Reykjavík Tilskuere: 9,767 Dommer: William Collum (Skotland) |

| 12. juni 2015 20:45 (21:45 UTC+3) |

| Letland | 0–2     | Holland                        |
| ------- | ------- | ------------------------------ |
|         | Rapport | Wijnaldum 67' · Narsingh 71' · |

| Skonto stadions, Riga Tilskuere: 8,067 Dommer: Svein Oddvar Moen (Norge) |

| 3. september 2015 20:45 (20:45 UTC+2) |

| Tjekkiet |         | Kasakhstan |
| -------- | ------- | ---------- |
|          | Rapport |            |

| Doosan Arena, Plzeň |

| 3. september 2015 20:45 (20:45 UTC+2) |

| Holland |         | Island |
| ------- | ------- | ------ |
|         | Rapport |        |

| Amsterdam Arena, Amsterdam |

| 3. september 2015 20:45 (21:45 UTC+3) |

| Tyrkiet |         | Letland |
| ------- | ------- | ------- |
|         | Rapport |         |

| Torku Arena, Konya |

| 6. september 2015 18:00 (19:00 UTC+3) |

| Letland |         | Tjekkiet |
| ------- | ------- | -------- |
|         | Rapport |          |

| Skonto stadions, Riga |

| 6. september 2015 18:00 (19:00 UTC+3) |

| Tyrkiet |         | Holland |
| ------- | ------- | ------- |
|         | Rapport |         |

| Torku Arena, Konya |

| 6. september 2015 20:45 (18:45 UTC±0) |

| Island |         | Kasakhstan |
| ------ | ------- | ---------- |
|        | Rapport |            |

| Laugardalsvöllur, Reykjavík |

| 10. oktober 2015 18:00 (16:00 UTC±0) |

| Island |         | Letland |
| ------ | ------- | ------- |
|        | Rapport |         |

| Laugardalsvöllur, Reykjavík |

| 10. oktober 2015 18:00 (22:00 UTC+6) |

| Kasakhstan |         | Holland |
| ---------- | ------- | ------- |
|            | Rapport |         |

| Astana Arena, Astana |

| 10. oktober 2015 20:45 (20:45 UTC+2) |

| Tjekkiet |         | Tyrkiet |
| -------- | ------- | ------- |
|          | Rapport |         |

| Generali Arena, Prag |

| 13. oktober 2015 20:45 (21:45 UTC+3) |

| Letland |         | Kasakhstan |
| ------- | ------- | ---------- |
|         | Rapport |            |

| Skonto stadions, Riga |

| 13. oktober 2015 20:45 (20:45 UTC+2) |

| Holland |         | Tjekkiet |
| ------- | ------- | -------- |
|         | Rapport |          |

| Amsterdam Arena, Amsterdam |

| 13. oktober 2015 20:45 (21:45 UTC+3) |

| Tyrkiet |         | Island |
| ------- | ------- | ------ |
|         | Rapport |        |

|  |

## Målscorere
5 mål
- Gylfi Sigurðsson

4 mål
- Bořek Dočkal
- Klaas-Jan Huntelaar
- Burak Yılmaz

3 mål
- Yuriy Logvinenko

2 mål
- Václav Pilař
- Milan Škoda
- Birkir Bjarnason
- Aron Gunnarsson
- Kolbeinn Sigþórsson
- Valērijs Šabala
- Arjen Robben
- Robin van Persie
- Arda Turan

1 mål
- Vladimír Darida
- Pavel Kadeřábek
- Ladislav Krejčí
- David Lafata
- David Limberský
- Tomáš Necid
- Tomáš Sivok
- Jón Daði Böðvarsson
- Rúrik Gíslason
- Eiður Guðjohnsen
- Ragnar Sigurðsson
- Rinat Abdulin
- Samat Smakov
- Aleksejs Višņakovs
- Artūrs Zjuzins
- Ibrahim Afellay
- Jeffrey Bruma
- Stefan de Vrij
- Luciano Narsingh
- Georginio Wijnaldum
- Serdar Aziz
- Umut Bulut
- Selçuk İnan
- Bilal Kısa
- Oğuzhan Özyakup

1 selvmål
- Jón Daði Böðvarsson (mod Tjekkiet)

## Karantæner
En spillet får automatisk karantæne i den efterfølgende kamp for følgende forseelser:
- Modtage et rødt kort (en sådan karantæne kan udvides alt efter hvor voldsom forseelsen er)
- Modtage tre gule kort i tre forskellige kampe, ligesom efter femte og alle gule kort herefter (karantæne som følge af gult kort føres med over i playoff, men ikke slutrunden eller andre senere landskampe).

De følgende karantæner er blevet (eller vil blive) gennemført under kvalifikationskampene:
| Hold       | Spiller              | Hændelse                                                                                      | Karatænelængde                                                                           |
| ---------- | -------------------- | --------------------------------------------------------------------------------------------- | ---------------------------------------------------------------------------------------- |
| Kasakhstan | Bauyrzhan Dzholchiev | vs Holland (10. oktober 2014)                                                                 | vs Tjekkiet (13. oktober 2014) vs Tyrkiet (16. november 2014) vs Island (28. marts 2015) |
| Letland    | Artjoms Rudņevs      | vs Island (10. oktober 2014)                                                                  | vs Tyrkiet (13. oktober 2014)                                                            |
| Letland    | Gints Freimanis      | vs Tyrkiet (13. oktober 2014)                                                                 | vs Holland (16. november 2014)                                                           |
| Tyrkiet    | Ömer Toprak          | vs Island (9. september 2014)                                                                 | vs Tjekkiet (10. oktober 2014)                                                           |
| Tyrkiet    | Arda Turan           | vs Island (9. september 2014) vs Letland (13. oktober 2014) vs Kasakhstan (16. november 2014) | vs Holland (28. marts 2015)                                                              |